# Jean-Pascal Duchemin
Jean-Pascal Duchemin est un chimiste, ingénieur et scientifique français né le 9 août 1945.

## Biographie

### Formation
Jean-Pascal Duchemin est diplômé de l'École nationale supérieure de chimie de Caen et titulaire d'un doctorat d’État.

### Carrière professionnelle
Jean-Pascal Duchemin a commencé ses travaux de recherche au sein du Laboratoire central de recherches de Thomson-CSF en 1970. L'année suivante il accompagne la création du département Microélectronique hyperfréquence en tant que responsable de l'épitaxie du silicium. Il prépare en même temps une thèse de doctorat d'État sur son temps de loisir qu'il soutient en 1976. Il revient une première fois au Laboratoire central en 1978 pour y créer le laboratoire d'épitaxie en phase gazeuse ; puis en 1980 il est y nommé responsable d'un groupe de laboratoires dans lequel travaille notamment la scientifique Manijeh Razeghi.
En 1987, il accompagne un transfert de technologie puis est nommé responsable du Front-end (en) des composants opto-électroniques à la division hybrides micro-ondes de Thomson-CSF. En 1988, il est nommé directeur des opérations du département Arséniure de gallium au sein de la filiale Thomson Hybrides et Micro-ondes.
Il revient une seconde fois au Laboratoire central de recherches de Thomson-CSF, renommé Thales Research and Technology et situé depuis 2005 sur le site de l’École polytechnique à Palaiseau.
Il prend sa retraite en avril 2007 à l'issue de sa dernière conférence, donnée en mars 2007 au Conservatoire national des arts et métiers dans le cadre des journées scientifiques de l'Union radio-scientifique internationale, conférence qui clôturait le congrès annuel.
Jean-Pascal Duchemin œuvre au sein de plusieurs organismes pour le développement de la culture scientifique, compte tenu de son « immense passion pour la science » : il est notamment membre du conseil scientifique de Scientipole Savoirs et Société, le pôle de diffusion de la culture scientifique de l'Île-de-France Sud créé à l'initiative de la Communauté d'agglomération du plateau de Saclay (CAPS), membre de l'Association française pour l'avancement des sciences ou encore de la Société d'encouragement pour l'industrie nationale,,.

## Distinctions
En 1987, il est lauréat du grand prix « Général Ferrié » de l'électronique, prix récompensant un scientifique dont le travail contribue aux progrès de la radioélectricité.
En 2014, il est l'un des huit membres du comité d'attribution de ce « Grand prix ».

## Sujet de recherche et publications
Les travaux de recherche de Jean-Pascal Duchemin portent principalement sur l'épitaxie en phase vapeur aux organométalliques Metal Organic Chemical Vapor Deposition (MOCVD), et sur la technologie des matériaux et des composants III-V pour les applications optoélectroniques et hyperfréquences. (III-V compound semiconductors optoelectronic and microwave applications).
Après les travaux d'Harold M. Manasevit (en) sur l'épitaxie MOCVD, Jean-Pascal Duchemin a montré en 1977 qu'un réacteur industriel de grande capacité devait nécessairement fonctionner en dessous de la pression atmosphérique à une pression voisine de un dixième d'atmosphère. Dans la décennie qui a suivi, lui et ses collègues ont alors appelé cette technologie dans leurs nombreuses publications, LPMOCVD pour Low Pressure Metal Organic Chemical Vapor Deposition. Par la suite, quand l'emploi de la pression réduite s'est imposé, cette technologie s'est appelée à nouveau : MOCVD. Actuellement la fabrication d'un grand nombre de composants pour télécommunications sur fibres optiques ou hyperfréquences ainsi que la fabrication des LED utilisent le procédé MOCVD sous pression réduite pour la préparation des couches minces épitaxiées.
Il est l'auteur de plusieurs brevets publiés entre 1978 et 2002 et d'un grand nombre d'articles durant vingt-cinq ans.